# Olene nigripuncta
Olene nigripuncta är en fjärilsart som beskrevs av Sevastopulo 1950. Olene nigripuncta ingår i släktet Olene och familjen tofsspinnare. Inga underarter finns listade i Catalogue of Life.